# نشرة بغداد
نشرة بغداد كانت مجلة إخبارية مستقلة نصف شهرية ناطقة باللغة الإنجليزية تصدر في العراق.

## التاريخ
صدرت مجلة نشرة بغداد لأول مرة في 9 يونيو (حزيران) 2003، وكانت واحدة من بين ما يُقدر بسبعين صحيفة صدرت في العراق بعد سقوط نظام صدام حسين في أعقاب الغزو الأمريكي للعراق. تأسست مجلة نشرة بغداد على يد كل من الصحفي البريطاني رالف هاسال، والصحفي الأمريكي ديفيد إندرز، والصحفي الأردني شادي القاسم، و الصحفي البريطاني سيباستيان وودز-ووكر، و الصحفي البريطاني مارك جوردون-جيمس، وشغل ديفيد إندرز منصب رئيس تحرير المجلة منذ تأسيسها.
طُبعت المجلة في العاصمة العراقية بغداد وكانت توزّع في جميع أنحاء العراق. كان الهدف المعلن للمجلة هو رصد ومناقشة عملية إعادة إعمار العراق وتقدمها بعد سقوط نظام الرئيس العراقي الأسبق صدام حسين. وسعت المجلة جاهدةً للتغلب على التعتيم الإعلامي في العراق، والذي عانى منه عدد متزايد من عمال الإغاثة والصحفيين والمسؤولين الأمريكيين والبريطانيين، بالإضافة إلى العراقيين الناطقين باللغة الإنجليزية، مؤمنة بأن وجود صحافة حرة تتيح منبرًا لجميع الأطراف هو حقٌّ إنسانيٌّ غير قابل للتصرف. وقد ضمت المجلة بين طاقمها مجموعة مراسلين متفرغين من العراقيين والغربيين، وكان العديد منهم من خريجي جامعتي أكسفورد وكامبريدج الشباب الذين سبق لهم العمل مع وكالات أنباء وصحف إخبارية عالمية مثل وكالة أسوشيتد برس، وصحيفة نيويورك تايمز، وصحيفة واشنطن بوست، ووكالة رويترز، وصحيفة إيفنينغ ستاندرد. سعىت المجلة إلى أن تظل مُستقلة غير حزبية، ووفرت منبرًا لمجموعة مختارة من الكُتّاب الضيوف لمناقشة القضايا التي تتعلق بعملية إعادة إعمار العراق.

### توقف الصدور
توقف صدور مجلة نشرة بغداد إلى أجل غير مسمى في 15 سبتمبر (أيلول) 2003 لأسباب مالية وأمنية بعد أن صدر من المجلة سبعة أعداد فقط، وقد زعم مؤسسيها أن المجلة وزعت خلال فترة صدورها 10,000 نسخة، وكان توزيعها مجانيًا في معظمه.

## المحتوى
تناولت مجلة نشرة بغداد مجموعة متنوعة من القضايا التي تتعلق بشتى جوانب الحياة خلال فترة إعادة إعمار العراق. كان محتوى المجلة يتضمن مزيجًا من الأخبار والمقالات، وقد ركز العدد الأول من مجلة نشرة بغداد على قضايا مثل رفع العقوبات عن الأسلحة، والمدى الحقيقي للجريمة، وتدهور إمدادات الكهرباء في مدينة بغداد.